# Liste der Bodendenkmäler in Schorndorf (Oberpfalz)
Auf dieser Seite sind die Bodendenkmäler in der Oberpfälzer Gemeinde Schorndorf zusammengestellt. Diese Tabelle ist eine Teilliste der Liste der Bodendenkmäler in Bayern. Grundlage ist die Bayerische Denkmalliste, die auf Basis des Bayerischen Denkmalschutzgesetzes vom 1. Oktober 1973 erstmals erstellt wurde und seither durch das Bayerische Landesamt für Denkmalpflege geführt wird. Die folgenden Angaben ersetzen nicht die rechtsverbindliche Auskunft der Denkmalschutzbehörde.

## Bodendenkmäler der Gemeinde Schorndorf

### Bodendenkmäler in der Gemarkung Hötzing
| Lage               | Objekt | Akten-Nr.     | Bild |
| ------------------ | --- | ------------- | ---- |
| Hötzing (Standort) | Archäologische Befunde des Mittelalters und der frühen Neuzeit im Bereich des ehemaligen Schlosses von Hötzing, darunter die Spuren von Vorgängerbauten bzw. älterer Bauphasen. Siehe auch: Schloss Hötzing | D-3-6841-0161 |      |

### Bodendenkmäler in der Gemarkung Neuhaus
| Lage               | Objekt | Akten-Nr.     | Bild |
| ------------------ | --- | ------------- | ---- |
| Neuhaus (Standort) | Archäologische Befunde im Bereich der mittelalterlichen Burgruine und des abgegangenen frühneuzeitlichen Schlosses von Neuhaus. Siehe auch: Burgruine Neuhaus (Schorndorf) | D-3-6841-0066 |      |

### Bodendenkmäler in der Gemarkung Obertraubenbach
| Lage                       | Objekt                         | Akten-Nr.     | Bild |
| -------------------------- | ------------------------------ | ------------- | ---- |
| Obertraubenbach (Standort) | Mesolithische Freilandstation. | D-3-6841-0010 |      |

### Bodendenkmäler in der Gemarkung Penting
| Lage               | Objekt                       | Akten-Nr.     | Bild |
| ------------------ | ---------------------------- | ------------- | ---- |
| Penting (Standort) | Mittelalterlicher Erdstall.  | D-3-6841-0067 |      |
| Penting (Standort) | Mittelalterlicher Burgstall. | D-3-6841-0068 |      |

### Bodendenkmäler in der Gemarkung Schorndorf
| Lage                  | Objekt | Akten-Nr.     | Bild |
| --------------------- | --- | ------------- | ---- |
| Schorndorf (Standort) | Verebneter mittelalterlicher Burgstall. | D-3-6841-0023 |      |
| Schorndorf (Standort) | Vorgeschichtliche Siedlung. | D-3-6841-0057 |      |
| Schorndorf (Standort) | Mesolithische Freilandstation, vorgeschichtliche Siedlung. | D-3-6841-0058 |      |
| Schorndorf (Standort) | Archäologische Befunde des Mittelalters und der frühen Neuzeit im Bereich der Katholischen Pfarrkirche Maria Immaculata in Schorndorf, darunter die Spuren von Vorgängerbauten bzw. älterer Bauphasen. | D-3-6841-0063 |      |

### Bodendenkmäler in der Gemarkung Thierling
| Lage                 | Objekt                                                       | Akten-Nr.     | Bild |
| -------------------- | ------------------------------------------------------------ | ------------- | ---- |
| Thierling (Standort) | Siedlung der Chamer Kultur.                                  | D-3-6841-0024 |      |
| Thierling (Standort) | Siedlung der Jungsteinzeit.                                  | D-3-6841-0025 |      |
| Thierling (Standort) | Vorgeschichtliche Siedlung.                                  | D-3-6841-0049 |      |
| Thierling (Standort) | Vorgeschichtliche Siedlung.                                  | D-3-6841-0050 |      |
| Thierling (Standort) | Siedlungen der Jungsteinzeit und der Urnenfelderzeit.        | D-3-6841-0052 |      |
| Thierling (Standort) | Mittelalterlicher Burgstall. Siehe auch: Burgstall Thierling | D-3-6841-0053 |      |
| Thierling (Standort) | Vorgeschichtliche Siedlung.                                  | D-3-6841-0054 |      |